# Paris–Roubaix Femmes 2021
Paris-Roubaix Femmes 2021 war die 1. Austragung dieses Straßenrennens für Frauen. Das Rennen fand am 2. Oktober statt, einen Tag vor dem entsprechenden Rennen für Männer, und war Teil der UCI Women’s WorldTour.
Die Austragung dieses Rennens war erstmals im Mai 2020 bekannt gegeben worden, als der Radsport unter der durch die Corona-Pandemie ausgelösten Zwangspause litt, wobei ein Termin Ende Oktober 2020 anvisiert war. Aufgrund der anhaltenden Pandemie wurde das Rennen jedoch erst auf April 2021 und dann auf Oktober 2021 verschoben.

## Teilnehmende Mannschaften
| UCI Women's WorldTeams (9)- Alé BTC Ljubljana - Team BikeExchange - Canyon-SRAM Racing - Team DSM - FDJ-Nouvelle Aquitaine-Futuroscope - Liv Racing - Movistar Team - SD Worx - Trek-Segafredo UCI Women's Continental Teams (13)- Arkéa Pro Cycling Team - Ceratizit-WNT Pro Cycling - Hitec Products - Doltcini-Van Eyck Sport-Proximus - Drops-Le col - Jumbo-Visma - Lotto Soudal Ladies - NXTG Racing - Parkhotel Valkenburg - BePink - Stade Rochelais Charente-Maritime Women Cycling - Team Tibco-Silicon Valley Bank - Valcar-Travel & Service |
| |

## Streckenführung
Das Rennen wurde in Denain gestartet und endete auf der Radrennbahn von Roubaix. Zu Beginn wurde eine etwa 7,5 km lange Schleife nördlich von Denain dreimal durchlaufen, bevor es Richtung Hornaing ging, wo nach gut 30 km die Kopfstein-Sektoren begannen. Ab hier war das Rennen identisch zu dem der Männer. Die Trouée d’Arenberg stand nicht auf dem Programm, wohl aber die beiden anderen 5-Sterne-Sektoren von Mons-en-Pévèle und vom Carrefour de l’Arbre und insgesamt knapp 30 km auf Kopfsteinpflaster. Auf der Radrennbahn waren zum Schluss anderthalb Runden zu absolvieren.
| Nr | Name                         | Kilometrierung | Länge (km) | Sterne |
| -- | ---------------------------- | -------------- | ---------- | ------ |
| 17 | Hornaing à Wandignies-Hamage | 33,9           | 3,7        | ★★★★   |
| 16 | Warlaing à Brillon           | 41,4           | 2,4        | ★★★    |
| 15 | Tilloy – Sars-et-Rosières    | 44,9           | 2,4        | ★★★★   |
| 14 | Beuvry-la-Forêt–Orchies      | 51,3           | 1,4        | ★★★    |
| 13 | Orchies                      | 56,3           | 1,7        | ★★★    |
| 12 | Auchy-lez-Orchies – Bersée   | 62,4           | 2,7        | ★★★★   |
| 11 | Mons-en-Pévèle               | 67,8           | 3,0        | ★★★★★  |
| 10 | Mérignies à Avelin           | 73,8           | 0,7        | ★★     |
| 9  | Pont-Thibaut à Ennevelin     | 77,2           | 1,4        | ★★★    |
| 8  | L'Épinette                   | 82,6           | 0,2        | ★      |
| 8  | Moulin-de-Vertain            | 83,2           | 0,5        | ★★     |
| 7  | Cysoing à Bourghelles        | 89,6           | 1,3        | ★★★    |
| 6  | Bourghelles à Wannehain      | 92,1           | 1,1        | ★★★    |
| 5  | Camphin-en-Pévèle            | 96,6           | 1,8        | ★★★★   |
| 4  | Carrefour de l’Arbre         | 99,3           | 2,1        | ★★★★★  |
| 3  | Gruson                       | 101,6          | 1,1        | ★★     |
| 2  | Willems à Hem                | 108,3          | 1,4        | ★★★    |
| 1  | Espace Charles Crupelandt    | 115            | 0,3        | ★      |

## Rennverlauf und Ergebnis
Das Rennen fand bei anfangs trockenem Wetter, später leichtem Regen statt, aber vor allem hatte der Regen der vorangegangenen Tage für viel Schmutz und rutschige Verhältnisse auf dem Kopfsteinpflaster gesorgt. Ex-Weltmeisterin Lizzie Deignan machte auf dem ersten Sektor einen Alleingang und baute ihren Vorsprung mangels Verfolgung rapide auf zwei Minuten aus.
Das Peloton fiel schnell auseinander, es bildeten sich viele kleine Gruppen, die sich durch Stürze und Pannen ständig änderten und keine effektive Verfolgung zuließen. Annemiek van Vleuten zog sich bei einem solchen Sturz eine Becken- und Schulterfraktur zu. Lizzie Deignan hatte ebenfalls mit den rutschigen Verhältnissen zu kämpfen, kam aber ohne Sturz aus.
Auf Sektor 5 attackierte Marianne Vos aus der noch 14 Fahrerinnen umfassenden zweiten Gruppe; die daraus resultierende Tempoverschärfung sorgte für mehrere weitere Stürze im Rest der Gruppe, etwa durch Ellen van Dijk und Christine Majerus. Vos konnte den Vorsprung Deignans schnell auf eine gute Minute reduzieren, hatte damit aber ihr Limit erreicht. Elisa Longo Borghini folgte in dritter Position. Lisa Brennauer löste sich auf Sektor 2 von den wenigen verbliebenen Verfolgern. 
Auf den letzten Kilometern kam es unter den ersten Vier zu keinen Positionsänderungen mehr, Deignan gewann mit über einer Minute vor Vos, während Longo Borghini wenige Sekunden auf Brennauer ins Ziel rettete.
| \| Gesamtwertung \| Gesamtwertung \| Gesamtwertung \| Gesamtwertung \| Gesamtwertung \| \| Fahrerin \| Fahrerin \| Land \| Team \| Zeit \| \| ------------- \| --------------------------- \| ---------------------- \| ---------------------------------- \| --------------- \| \| 1. \| Lizzie Deignan \| Vereinigtes Königreich \| Trek-Segafredo \| 2 h 56 min 07 s \| \| 2. \| Marianne Vos \| Niederlande \| Jumbo-Visma Women Team \| + 1 min 17 s \| \| 3. \| Elisa Longo Borghini \| Italien \| Trek-Segafredo \| + 1 min 47 s \| \| 4. \| Lisa Brennauer \| Deutschland \| Ceratizit-WNT Pro Cycling \| + 1 min 51 s \| \| 5. \| Marta Bastianelli \| Italien \| Alé BTC Ljubljana \| + 2 min 10 s \| \| 6. \| Emma Norsgaard \| Dänemark \| Movistar Team \| + 2 min 10 s \| \| 7. \| Franziska Koch \| Deutschland \| Team DSM \| + 2 min 10 s \| \| 8. \| Audrey Cordon-Ragot \| Frankreich \| Trek-Segafredo \| + 2 min 10 s \| \| 9. \| Marta Cavalli \| Italien \| FDJ-Nouvelle Aquitaine-Futuroscope \| + 2 min 10 s \| \| 10. \| Chantal van den Broek-Blaak \| Niederlande \| SD Worx \| + 2 min 10 s \| |                             |                        |                                    |                 |
| |                             |                        |                                    |                 |
| Quelle: ProCyclingStats |                             |                        |                                    |                 |
| Gesamtwertung |                             |                        |                                    |                 |
| Fahrerin | Fahrerin                    | Land                   | Team                               | Zeit            |
| 1. | Lizzie Deignan              | Vereinigtes Königreich | Trek-Segafredo                     | 2 h 56 min 07 s |
| 2. | Marianne Vos                | Niederlande            | Jumbo-Visma Women Team             | + 1 min 17 s    |
| 3. | Elisa Longo Borghini        | Italien                | Trek-Segafredo                     | + 1 min 47 s    |
| 4. | Lisa Brennauer              | Deutschland            | Ceratizit-WNT Pro Cycling          | + 1 min 51 s    |
| 5. | Marta Bastianelli           | Italien                | Alé BTC Ljubljana                  | + 2 min 10 s    |
| 6. | Emma Norsgaard              | Dänemark               | Movistar Team                      | + 2 min 10 s    |
| 7. | Franziska Koch              | Deutschland            | Team DSM                           | + 2 min 10 s    |
| 8. | Audrey Cordon-Ragot         | Frankreich             | Trek-Segafredo                     | + 2 min 10 s    |
| 9. | Marta Cavalli               | Italien                | FDJ-Nouvelle Aquitaine-Futuroscope | + 2 min 10 s    |
| 10. | Chantal van den Broek-Blaak | Niederlande            | SD Worx                            | + 2 min 10 s    |